# Gressittia titsadaysi
Gressittia titsadaysi är en tvåvingeart som beskrevs av Philip 1980. Gressittia titsadaysi ingår i släktet Gressittia och familjen bromsar.
Artens utbredningsområde är Filippinerna. Inga underarter finns listade i Catalogue of Life.